# Abarema brachystachya
Abarema brachystachya är en ärtväxtart som först beskrevs av Dc., och fick sitt nu gällande namn av Rupert Charles Barneby och James Walter Grimes. Abarema brachystachya ingår i släktet Abarema och familjen ärtväxter. Inga underarter finns listade i Catalogue of Life.